# Prueba del cloruro férrico
La prueba del cloruro férrico es utilizada para determinar la presencia o ausencia de fenoles en una muestra dada. Los enoles también dan resultados positivos. La prueba del bromo es muy útil para confirmar los resultados, aunque las técnicas espectroscópicas modernas (como la RMN y la espectroscopia IR) son muy superiores en determinar la identidad de la sustancia desconocida. La cantidad de fenoles totales puede ser determinado espectroscópicamnete por la prueba de Folin-Ciocalteu.

## Técnica
La muestra es disuelta en agua, o una mezcla de agua y etanol, y se agrega unas gotas de solución de cloruro de hierro(III) diluido. La formación de una coloración roja, azul, verde, o púrpura indica la presencia de fenoles. Si la muestra es insoluble en agua, puede ser disuelta en diclorometano, con una pequeña cantidad de piridina.

## Química
Los fenoles forman un complejo con Fe(III), que es intensamente coloreado. Esto es el fundamento de la prueba.